# Peter Benenson
Peter Benenson (Londres, 31 de juliol de 1921 - Oxford, 25 de febrer de 2005) fou un advocat anglès, defensor dels drets humans i fundador d'Amnistia Internacional, associació que vetlla pel seu respecte i denuncia els casos d'incompliment arreu del món.
Mobilitzat per a la Segona Guerra Mundial, dins de l'equip de contraespionatge, des del començament va criticar els mètodes de l'exèrcit i per això, acabat el conflicte, va unir-se amb un grup d'advocats per crear una associació en defensa dels dret humans, embrió del seu futur projecte mundial. Aquest va néixer amb el cas de dos estudiants condemnats per brindar demanant llibertat a Portugal. Benenson va publicar un article a The Observer i va començar a recollir cartes de suport als dos presos, com a acte de conscienciació internacional. Així naixia l'entitat de forma oficial en 1961.
Per divisions internes i problemes de salut, Benenson va retirar-se de l'organització, a la qual va seguir vinculat fins a la seva mort.